# 韓國高速鐵路

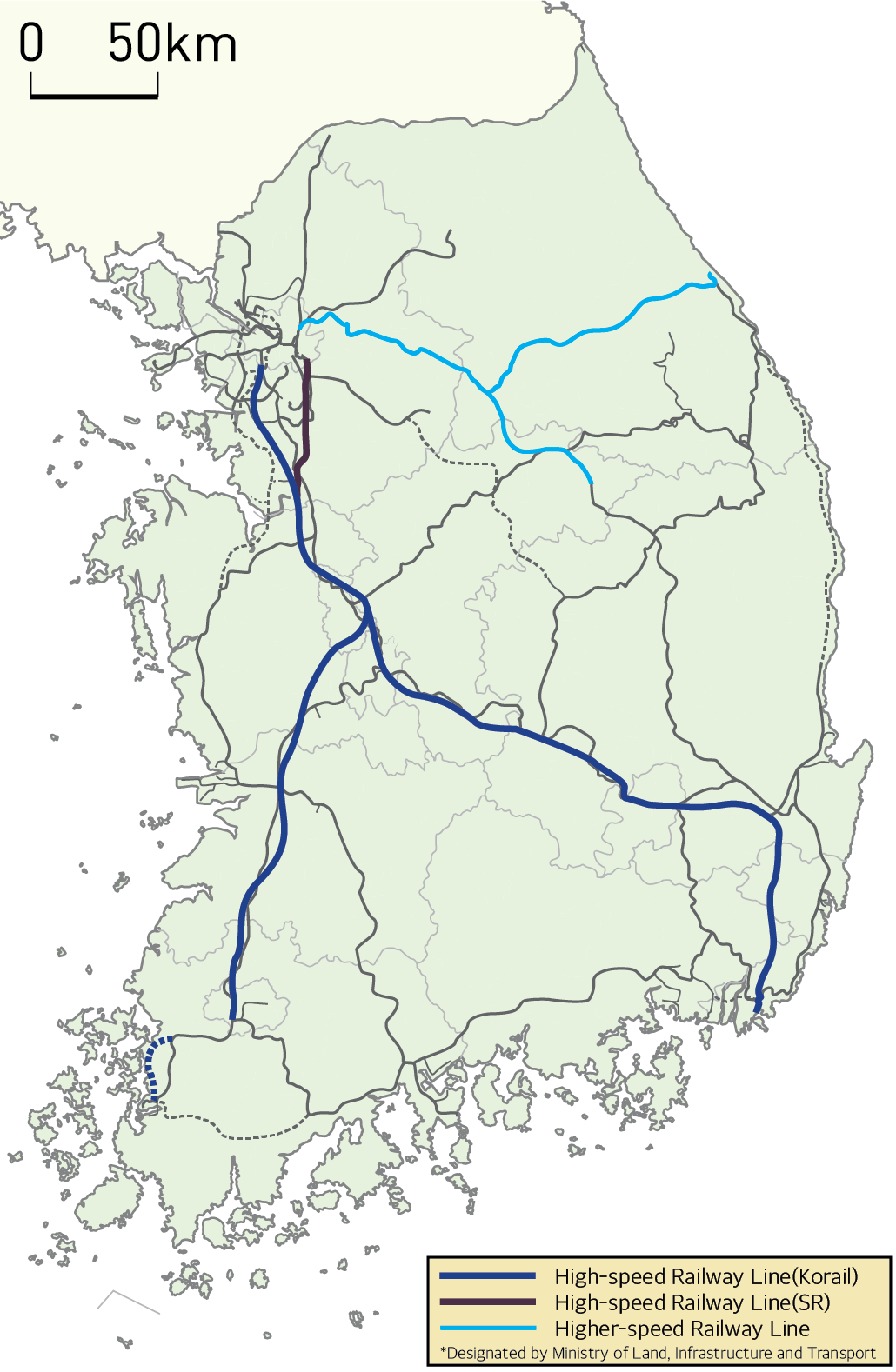
韩国高速铁路线地图

大韩民国的第一条高速铁路路线为1992年开工、首尔至釜山的京釜高速線，并于2004年4月1日开始商业运营。目前韩国有两家高速铁路公司：韩国铁道公社与SR股份有限公司，分别提供KTX高速列车和SRT高速列车服务。

## 历史
首爾－大邱－釜山軸線是韓國的主要交通幹線。由於京釜高速公路和京釜線於1970年代末出現嚴重壅塞，韓國政府開始尋找新型式的交通，一項於1972至1974年間由法國及日本的研究提出建設第二條首爾-釜山鐵路的計劃，於1978-1981年間，韓國科學技術院進行一個更詳細的研究，提出集中處理貨運的需求，亦提議將長距離乘客運輸分散至高鐵，並於下一個韓國五年計劃獲得接納。
1992年3月，韓國高鐵建設協會（KHSRCA）正式成立，該會自1992年6月30日開始建設天安至大田共57公里的路線作試車之用。受1997年金融風暴影響，韓國政府決定將京釜高速線分段通車。經過12年總建設費近127,377億韓圓的首爾光明站至大邱的第一期於2004年3月31日通車並於翌日正式開始營運。至於大邱至釜山路段於1998年開始研究，並於2002年6月開始建設。2010年11月1日此路段正式通車。京釜高速線在首爾至大邱間區段時速可達300公里，相比京釜線由首爾到釜山的車程需時從260分鐘縮短至160分鐘。於2010年，京釜線全線改用高速輪軌後，其車程再縮減至118分鐘。2015年8月1日京釜高速線大田、大邱、釜山都心路段開通，除首爾都市圈外，全線與京釜線分離。
2003年，韓國開始進行連接全羅地區的第二條高鐵的可行性研究，最初計畫從首爾水西站出發，沿著目前水西平澤高速線的路線，在平澤匯入京釜高速線，再從五松分出，但之後計畫變更，從首爾到五松都與京釜高速線共線。正式計劃於2006年8月開始，第一階段自五松站到光州松汀站。2009年7月24日第一段動工，路線最後於2015年4月2日通車。
另外2008年鑒於KTX在首爾站和龍山站到衿川區廳站附近的路段，都要經過京釜線，導致容量飽和的問題，因此再次提出水西平澤间高速線項目。水西平澤高速線從京釜高速線天安牙山站與光明站之間分支出去，與首爾江南區水西站連結，栗峴隧道佔據了本線大部分路段，包括該隧道在內的地下路段為56.939km，佔全線路段的93%，水西平澤高速線于2016年12月9日通車。

## 路线
韩国《铁道事业法》定义了三种类型的铁路线，韩国國土交通部应在商业运营前指定轨道线路类型并公布：
高速铁路路线（韓語：고속철도노선）为大部分区间列车运行时速能达到300 km/h（186 mph）的铁路路线：
- 京釜高速線
- 湖南高速線
- 水西平澤高速線

准高速铁路路线（韓語：준고속철도노선）为大部分区间列车运行时速能达到200 km/h（124 mph）至300 km/h（186 mph）的铁路路线，通常和既有铁路列车混跑：
- 京江线（原州-江陵段）
- 中央线（清凉里-安东段）
- 中部內陸線

一般铁道路线（韓語：일반철도노선）最高时速亦可达到200 km/h（124 mph）。
| 京釜高速線 | 湖南高速線 | 水西平澤高速線 |

## 列车种类
《铁道事业法》和其其执法机构将高速列车分为以下三种：
- 高速铁道车辆（韓語：고속철도차량）：最高运营时速达到300 km/h（186 mph）及以上
  - KTX-I
  - KTX-山川
  - KTX-青龙
- 准高速铁道车辆（韓語：준고속철도차량）：最高运营时速为200 km/h（124 mph）至300 km/h（186 mph）间
  - KTX-Eum
- 一般铁道列车（韓語：일반철도차량）：最高运营时速200 km/h（124 mph）。

## 服务

#### KTX

KTX和SRT线路图

KTX高速列车（韩语：／ Hanguk gosok cheoldo，簡稱KTX）是韩国铁道公社运营的最高等级列车。列车于首都圈内使用首尔站和龙山站（往湖南地区），部分列车由幸信站始发。部分KTX列车在部分车站区间使用既有线运营。
- 京釜KTX：首尔 - 大田 - 东大邱 - 釜山
- 東海KTX：首尔 - 大田 - 東大邱 - 庆州 - 浦项
- 慶全KTX：首尔 - 大田 - 東大邱 - 密陽 - 馬山 - 晉州
- 湖南KTX：龙山 - 公州 - 益山 - 木浦/光州松汀
- 全罗KTX：龙山 - 公州 - 益山 - 全州 - 丽水EXPO
- 江陵KTX：首尔/清凉里 - 西原州 - 平昌 - 江陵/东海
- 中央KTX：首尔/清凉里 - 原州 - 安东
- 中部內陸KTX：夫鉢 - 忠州

#### SRT
水西高速鐵道（韓語：수서고속철도，簡稱SRT）是由私营SR股份有限公司所运营的高速鐵路運營系統，列车于首都圈内使用水西平澤高速線进入水西站。SRT拥有独立于Korail的票务系统，作為鐵路開放政策的一部分，与韩铁竞争，但SR的最大股東仍是韓鐵，握有SR公司41%的股份，SR是否與韓鐵構成競爭備受質疑，而SR其他股份握於社會保險基金、官股銀行，使其無異於公營事業。
- 京釜SRT：水西 - 大田 - 东大邱 - 釜山
- 東海SRT：水西 - 大田 - 东大邱 - 庆州 - 浦项
- 慶全SRT：水西 - 大田 - 東大邱 - 密陽 - 馬山 - 晉州
- 湖南SRT：水西 - 公州 - 益山 - 木浦/光州松汀
- 全罗SRT：水西 - 公州 - 益山 - 全州 - 丽水EXPO